# Малые ГЭС Карелии

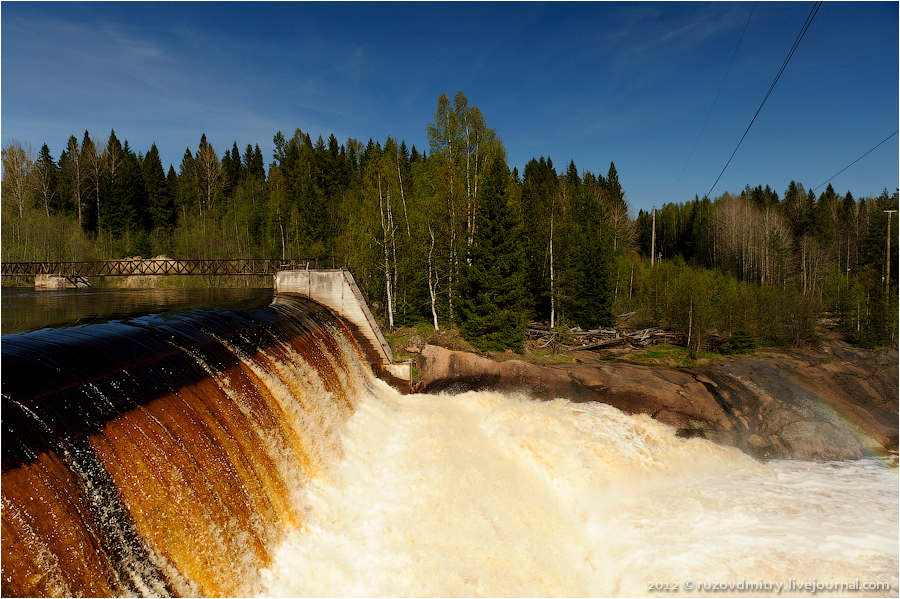
Сброс воды на Пиени-йоки ГЭС

Малые ГЭС Карелии — малые гидроэлектростанции мощностью менее 25 МВт, расположенные на территории республики Карелия.
Группа малых ГЭС в составе Каскада Сунских ГЭС ПАО «ТГК-1» объединяет шесть электростанций: Питкякоски, Хямекоски, Харлу, Пиени-Йоки, Суури-Йоки, Игнойла. Все они были построены на территории Приладожья в период до 1940 года, в то время, когда этот район входил в состав Финляндии. После окончания Советско-финляндской войны ГЭС отошли к СССР, однако некоторые из них были частично разрушены, на других установленные шведские гидроагрегаты не имели рабочей документации. Поэтому советские техники были вынуждены осваивать оборудование на практике, разрабатывать собственные документы. Установленная мощность группы ГЭС — 13,1 МВт.
Помимо ПАО «ТГК-1» малые ГЭС входят в состав АО «Норд Гидро».
Ведется строительство Белопорожской ГЭС (Белопорожские МГЭС-1 и МГЭС-2), представляющей собой единое гидротехническое сооружение с двумя зданиями ГЭС, мощностью по 24,9 МВт каждое.

## Действующие малые ГЭС

### Хямекоски ГЭС-21

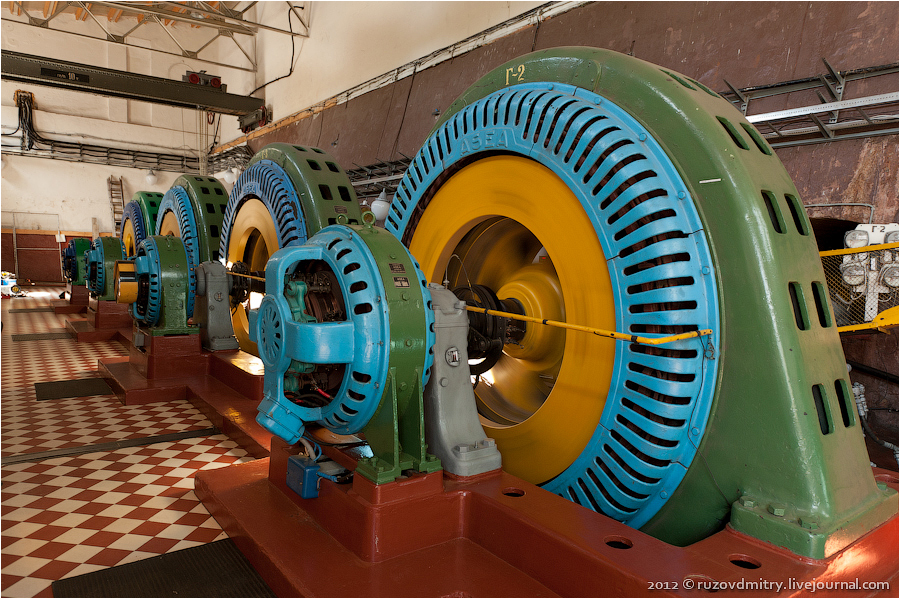
Гидроагрегаты на Хямекоски ГЭС

Расположена на реке Янисйоки, у дер. Хямекоски Питкярантского района. Точная дата пуска неизвестна, согласно сохранившейся маркировке, оборудование изготовлено в 1903 году. В 1946—1950-х годах восстановлена и реконструирована. Собственник — ПАО «ТГК-1».
Мощность ГЭС — 3,58 МВт, среднегодовая выработка электроэнергии — 14,94 млн кВт.ч. В здании ГЭС установлено 4 гидроагрегата (изначально имелось пять гидроагрегатов), три мощностью 0,89 МВт и один — мощностью 0,9 МВт. Гидроагрегаты горизонтальные, оснащены двухколёсными радиально-осевыми турбинами, работающими на расчётном напоре 11,3 м. На гидроагрегатах № 2,4 и 5 смонтированы турбины шведской фирмы KMW (швед.), выпуска 1943 года, на гидроагрегате № 3 — турбина производства ЗАО ПГ «Проминдустрия», выпуска 2008 года. Турбины приводят в действие гидрогенераторы G-185 мощностью по 0,9 МВт, шведского производства фирмы ASEA, выпуска 1916 года.
В 1963—1968 годах произведено бетонирование подводящего канала и модернизация машинного зала. В 2000—2005 годах проведен капитальный ремонт головного узла, деривационного канала и здания ГЭС. 25 июля 2009 года введён в эксплуатацию после реконструкции гидроагрегат № 3 мощностью 0,9 МВт. В 2010 году реконструированы плотина и распределительное устройство.

### Харлу ГЭС-22

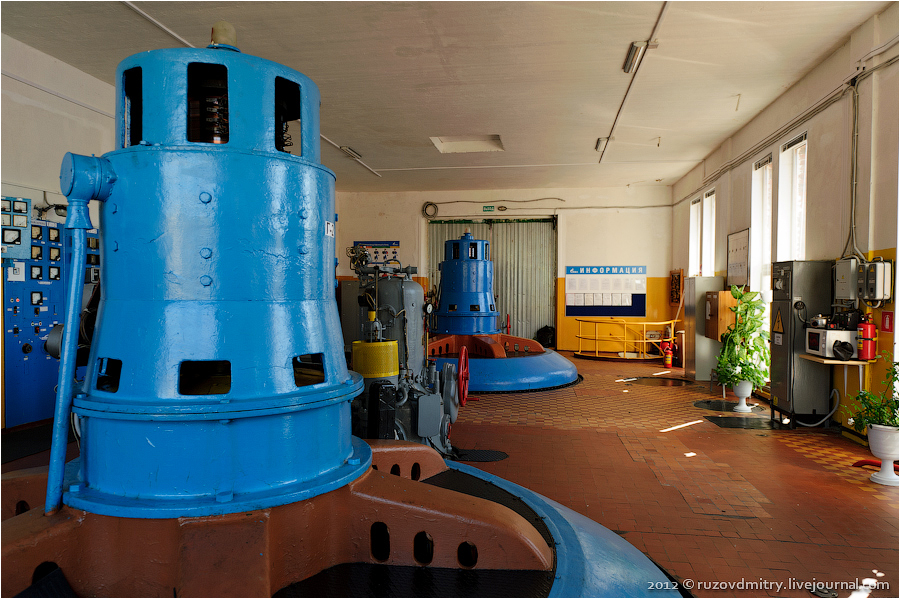
Харлу ГЭС

Расположена на реке Янисйоки, у пос. Харлу Питкярантского района, ниже Хямекоски ГЭС. Введена в эксплуатацию ориентировочно в 1936 году, в 1945 году восстановлена с одним гидроагрегатом, в 1952 году введен в эксплуатацию второй гидроагрегат. Построена по плотинной схеме. Собственник — ПАО «ТГК-1».
Мощность ГЭС — 3 МВт, среднегодовая выработка электроэнергии — 17,5 млн кВт.ч. В здании ГЭС установлено 2 вертикальных гидроагрегата с генераторами RSP-250/6012 мощностью по 1,5 МВт, производства фирмы «Стромберг». В 1996 году проведена реконструкция гидротехнических сооружений с целью повышения уровня воды в верхнем бьефе.

### Ляскеля ГЭС

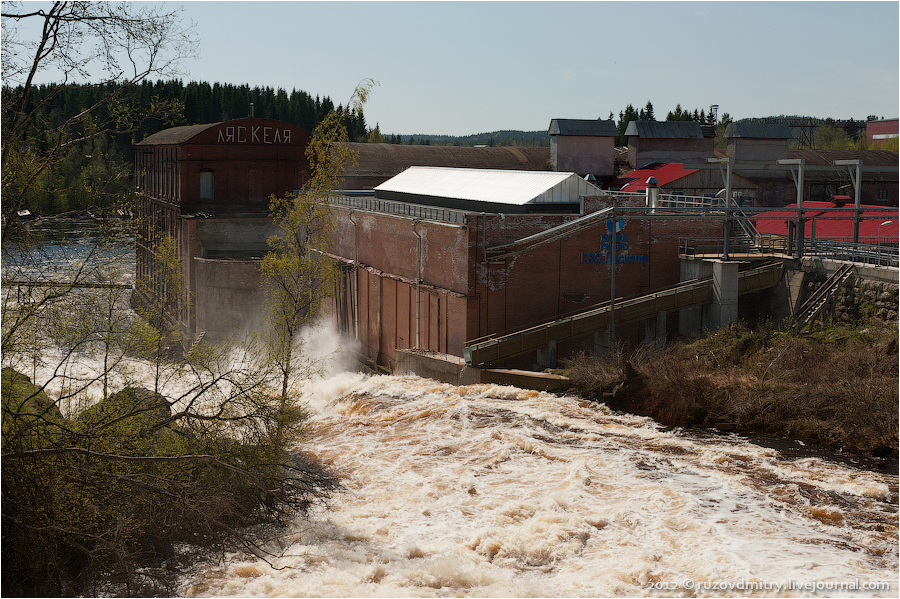
Ляскеля ГЭС

Расположена на реке Янисйоки, у пос. Ляскеля Питкярантского района. Пущена в 1899 году с целью энергоснабжения бумажной фабрики, разрушена в годы Великой Отечественной войны, затем вновь восстановлена. В 1989 году была выведена из эксплуатации и законсервирована. В 2011 году завершена реконструкция станции, в ходе которой произведена замена всех гидроагрегатов станции, со значительным увеличением мощности ГЭС (первоначально, ГЭС имела мощность 0,6 МВт). Собственник — АО «Норд Гидро».
Мощность ГЭС — 4,8 МВт, среднегодовая выработка — 25,85 млн кВт.ч. В здании ГЭС установлено шесть гидроагрегатов ГА-8М мощностью по 0,8 МВт с пропеллерными турбинами, работающими при максимальном напоре 13,6 м. Производитель гидроагрегатов — фирма «ИНСЭТ». Среднемноголетний расход воды — 39,1 м³/сек. Электроэнергия выдается в сеть при напряжении 0,4 кВ. Станция полностью автоматизирована, её работа осуществляется без постоянного персонала.

### Рюмякоски ГЭС
Расположена на реке Тохмайоки в посёлке Рускеала Сортавальского района, использует перепад высот естественного водопада. Была построена в 1937 году при мощности 0,32 МВт, в 1960-е годы остановлена и заброшена. В 2012—2013 годах полностью реконструирована и вновь введена в эксплуатацию. Мощность ГЭС — 0,63 МВт, среднегодовая выработка — 2,5 млн кВт.ч., в здании ГЭС установлен один вертикальный гидроагрегат с поворотно-лопастной турбиной производства чешской фирмы «Strojierny Brno a.s.». Станция работает в полностью автоматическом режиме, управляется с ГЭС «Ляскеля». Собственник — АО «Норд Гидро».

### Каллиокоски ГЭС
Расположена на реке Тохмайоки, в Сортавальском районе, построена на месте двух финских гидроэлектростанций, разрушенных в годы Великой Отечественной войны. Введена в эксплуатацию в 2014 году. Собственник — АО «Норд Гидро». Мощность станции — 0,975 МВт, среднегодовая выработка — 3,5 млн кВт.ч.

### Суури-Йоки ГЭС-25

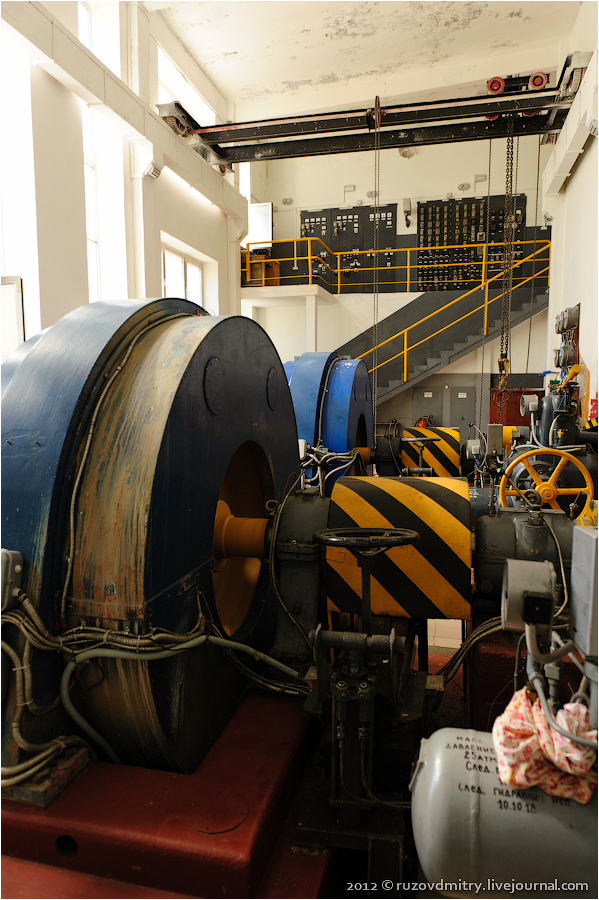
Суури-йоки ГЭС

Расположена на реке Тулемайоки, у пос. Салми Питкярантского района. Введена в эксплуатацию в 1920 году, во Время Великой Отечественной войны частично разрушена, восстановлена в 1946 году. Изначально на станции имелось три гидроагрегата (2×350 кВт, 1×640 кВт), в 1962 году они заменены на два гидроагрегата по 640 кВт. Станция построена по плотинной схеме с русловым зданием ГЭС. Собственник — ПАО «ТГК-1».
Мощность ГЭС — 1,28 МВт, среднегодовая выработка — 6,1 млн кВт.ч. В здании ГЭС установлено 2 горизонтальных гидроагрегата, оснащённых двухколёсными радиально-осевыми турбинами «Фойт 335», работающими на расчётном напоре 10 м, фирмы «Фойт» (Австрия), выпуска 1936 года. Турбины приводят в действие гидрогенераторы FW 506/15-14 мощностью по 0,64 МВт, также производства фирмы «Фойт», выпуска 1943 года.

### Пиени-Йоки ГЭС-24

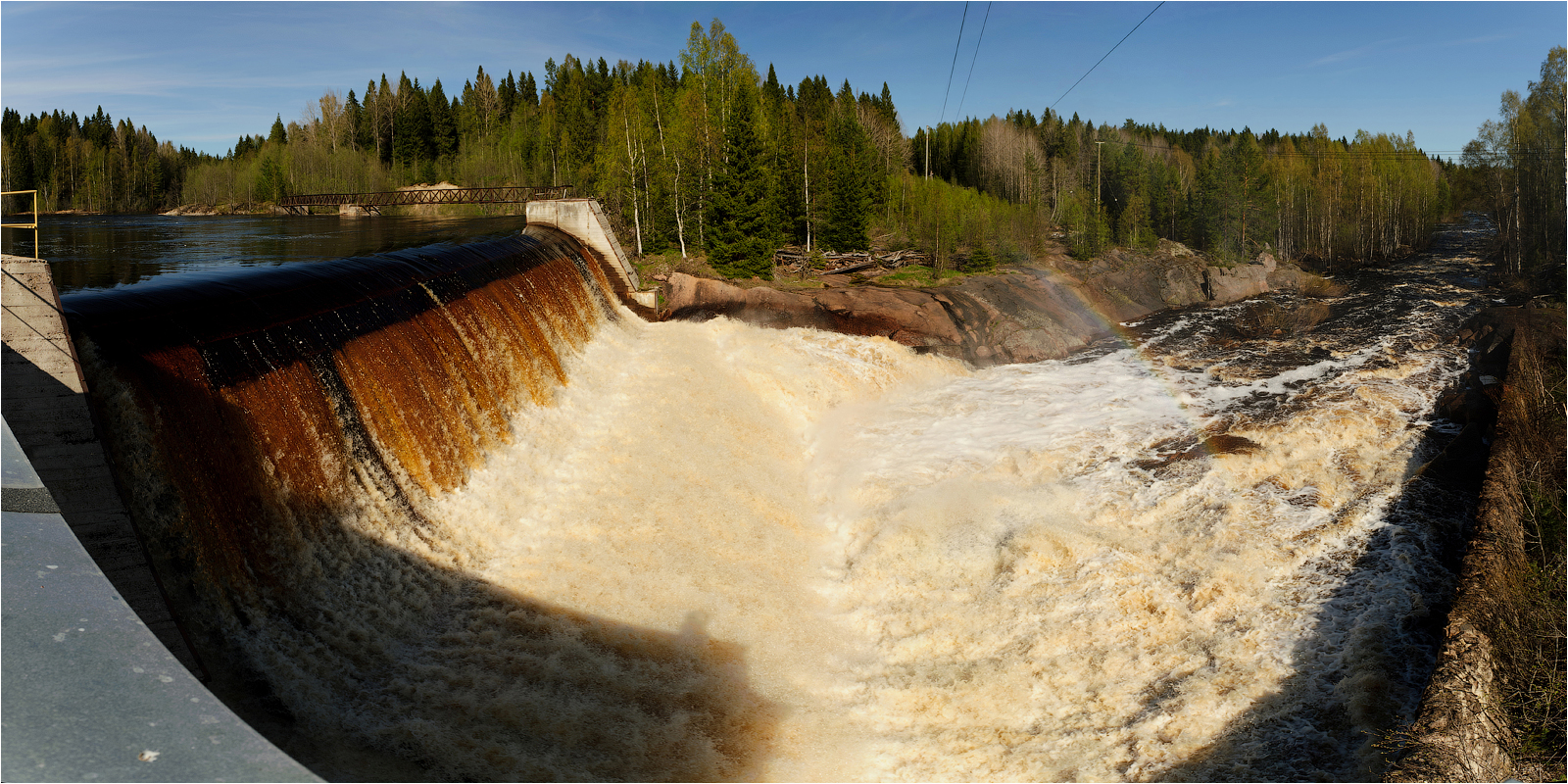
Сброс воды на Пиени-йоки

Расположена на реке Тулемайоки, у пос. Салми Питкярантского района. Введена в эксплуатацию в 1920 году, во Время Великой Отечественной войны частично разрушена, восстановлена в 1946 году. Изначально на станции имелось три гидроагрегата (2×350 кВт, 1×640 кВт), в 1962 году они заменены на два гидроагрегата по 640 кВт. Станция построена по плотинной схеме с русловым зданием ГЭС, близка по конструкции с Суури-йоки ГЭС-25. Собственник — ПАО «ТГК-1».
Мощность ГЭС — 1,28 МВт, среднегодовая выработка — 5,2 млн кВт.ч. В здании ГЭС установлено 2 горизонтальных гидроагрегата, оснащённых двухколёсными радиально-осевыми турбинами «Фойт 335», работающими на расчётном напоре 10 м, фирмы «Фойт» (Австрия), выпуска 1936 года. Турбины приводят в действие гидрогенераторы FW 506/15-14 мощностью по 0,64 МВт, также производства фирмы «Фойт», выпуска 1943 года.

### Игнойла ГЭС-26

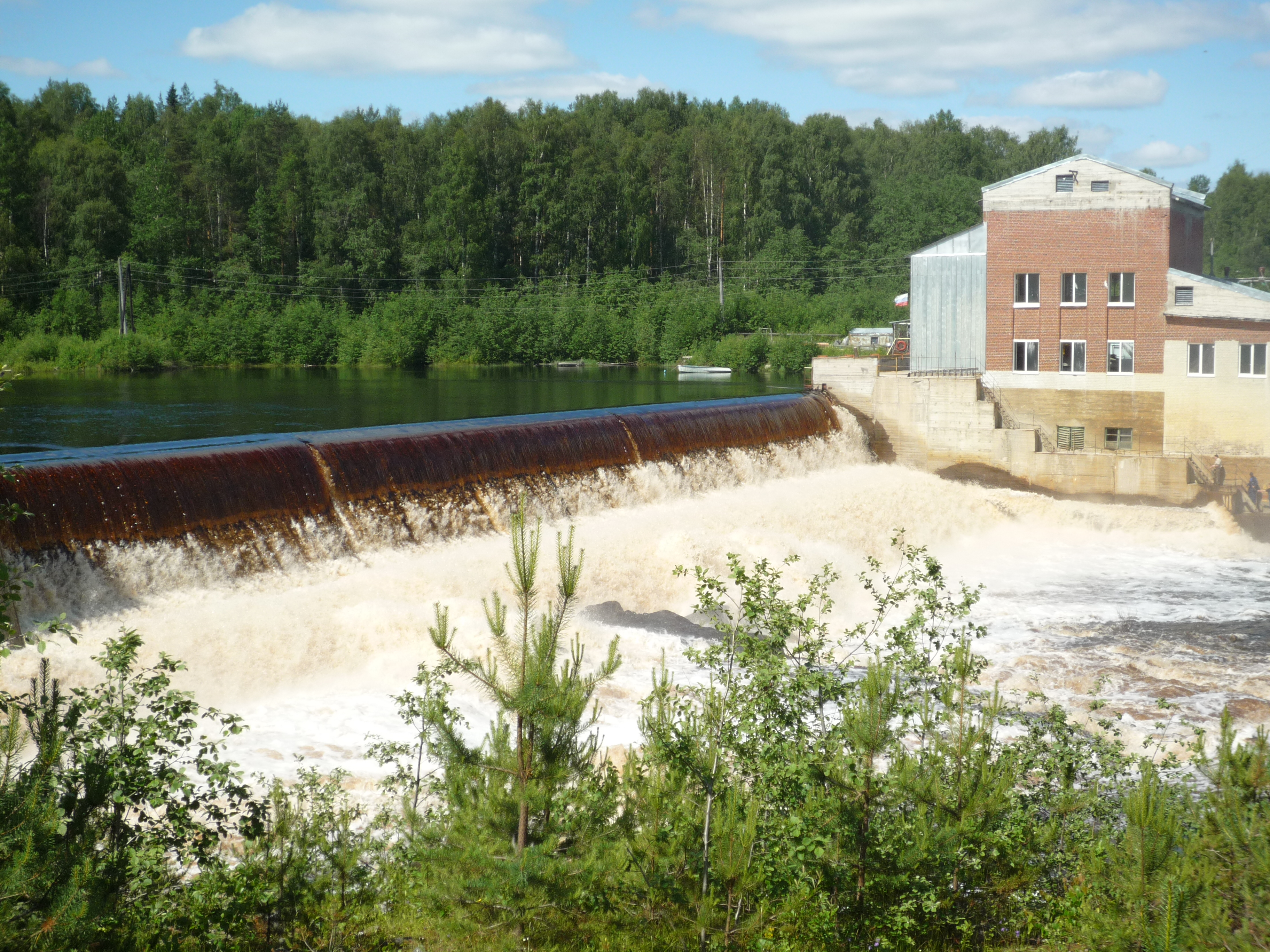
ГЭС «Игнойла»

Расположена на реке Шуя в черте посёлка Игнойла Суоярвского района. Введена в эксплуатацию в 1936 году, в то время еще на территории Финляндии. Во время Великой Отечественной войны станция была частично разрушена, восстановление закончено в 1946 году. Гидроагрегат ГЭС был модернизирован в 1997—2002 годах с заменой камеры рабочего колеса. Осенью 2007 года на ГЭС было закончено строительство четырехступенчатого рыбохода лестничного типа, предназначенного для пропуска лососёвых рыб к нерестилищам. Собственник — ПАО «ТГК-1».
Мощность ГЭС — 2,7 МВт, среднегодовая выработка — 11 млн кВт.ч. В здании ГЭС установлен один гидроагрегат с поворотно-лопастной турбиной, работающей при расчетном напоре 8 м. Гидротурбина четырехлопастная, диаметр рабочего колеса 2,7 м, производства шведской фирмы KMW. Генератор производства фирмы ASEA.

### Питкякоски ГЭС-19

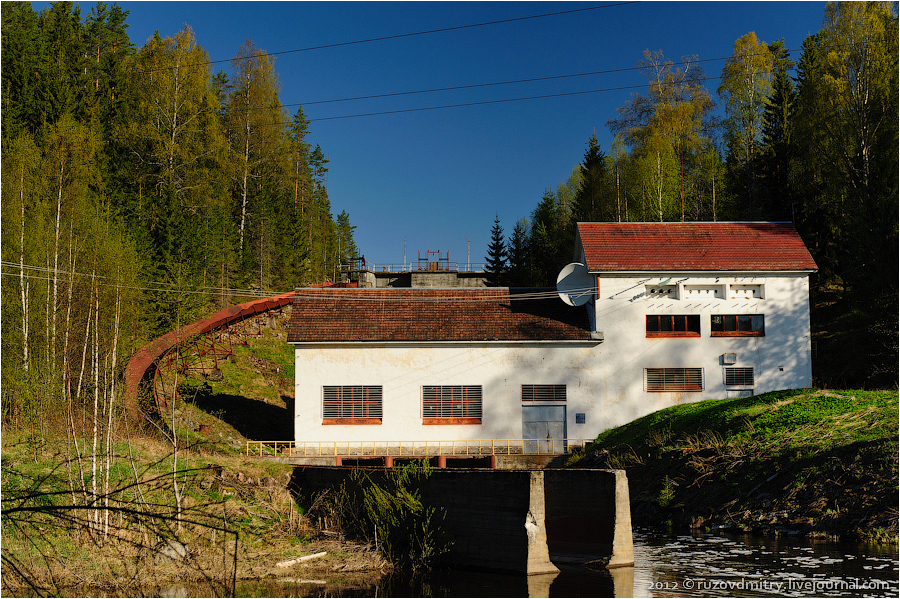
Питкякоски ГЭС, вид с нижнего бьефа

Расположена на реке Китенйоки в Сортавальском районе. Построена в конце 1930-х годов, после Великой Отечественной войны не функционировала и была вновь введена в эксплуатации в 1947 году после реконструкции, изначально с двумя гидроагрегатами. В 1960-х годах один из гидроагрегатов, мощность 500 кВт, был демонтирован. В 1989 году проведен капитальный ремонт водосливной плотины, в 1994-95 годах — ремонт гидротурбины с заменой части ее элементов. Станция возведена по плотинно-деривационной схеме, часть напора создается плотиной, часть — деривационным каналомСобственник — ПАО «ТГК-1».
Мощность ГЭС — 1,26 МВт, среднегодовая выработка — 4,9 млн кВт.ч. В здании ГЭС установлен один горизонтальный гидроагрегат, снабжённый радиально-осевой турбиной со сдвоенными рабочими колёсами (диаметр колес 1,2 м), работающей на расчётном напоре 27 м. Произведена фирмой «Тампелла» (Финляндия) в 1946 году. Турбина приводит в действие генератор HSSAL-18/556L6 производства фирмы «Стромберг».

### Киви-Койву МГЭС
Расположена на реке Чирка-Кемь в Муезерском районе. Пущена в 1995 году для обеспечения электроэнергией одноименного туристического комплекса. Мощность — 60 кВт (3 гидроагрегата по 20 кВт), на станции установлены гидроагрегаты «МикроГЭС — 20ПрД» с диагональными турбинами, работающими на напоре 14 м, производства фирмы «ИНСЭТ»

## Перспективные малые ГЭС

### Сегозерская ГЭС
Планируемая мощность станции — 8,1 МВт (ранее рассматривался вариант с мощностью ГЭС 24 МВт, в здании ГЭС должны быть размещены два гидроагрегата мощностью по 12 МВт, работающих при расчетном напоре 20 м). ГЭС пристраивается к существующей плотине Сегозерского гидроузла, что существенно снижает затраты на проект и обеспечивает его быструю окупаемость. В начале 1990-х годов было проведено рабочее проектирование, однако строительство ГЭС начато не было. Строительство Сегозерской ГЭС было включено в инвестиционную программу ОАО «ТГК-1» с вводом гидроагрегатов в 2013—2015 годах, но строительство станции начато не было. В 2019 году переработанный проект станции, заявленный компанией «Евросибэнерго», прошёл конкурсный отбор проектов ВИЭ с планируемым сроком ввода в 2022 году.

### Каскад на реке Чирка-Кемь
Существуют проектные проработки (еще с советского времени) по двум малым ГЭС на реке Чирка-Кемь: Ялганьпорожской (мощность 13 МВт, напор 17,4 м) и Железнопорожской (мощность 16 МВт, напор 16,5 м). Среднегодовая выработка каскада — 168 млн кВт·ч. В настоящее время строительство данных ГЭС не включено в инвестиционные программы каких-либо кампаний. В то же время, сооружение ГЭС предусмотрено программой развития гидроэнергетики России (ввод после 2020 года). Также сообщалось об интересе к проекту фонда «Новая энергия», контролируемого ОАО «РусГидро».

### Водлинский каскад
Существуют проектные проработки по строительству на реке Водла каскада из двух ГЭС — Пудожской и Верхне-Водлинской. Согласно информации фонда «Новая энергия», проявлявшего интерес к проекту, суммарная проектная мощность ГЭС каскада составляет 40,8 МВт. Согласно программе развития гидроэнергетики России, мощность каскада — 52 МВт, среднегодовая выработка — 245 млн кВт·ч.

### Малые ГЭС на реке Сегежа
Озвучивались планы строительства на реке Сегежа Табойпорожской ГЭС, также встречаются упоминания о Сегежской ГЭС (неясно, имеется ли при этом в виду Табойпорожская ГЭС, либо это другая ГЭС). В сентябре 2008 года фонд «Новая энергия», контролируемый ОАО «РусГидро», сообщил о проведении предпроектного анализа ряда створов в Карелии, в том числе и на реке Сегежа

### Малые ГЭС на реке НижнийВыг
Существуют проектные проработки по Шаваньской и Надвоицкой ГЭС, которые могут быть пристроены к плотинам существующих гидроузлов Беломорско-Балтийского канала. О перспективах реализации данных проектов информации нет.